# 菱川さん
菱川 さん（ひしかわ さん、生没年不詳）とは、江戸時代の女性浮世絵師。

## 来歴
菱川師宣の孫。『絵本風雅七小町琴棋書画』（寛保か延享頃刊行）に、「菱川孫娘おさん、女絵十五歳にて、菱川作之丞親の跡を女にてつぐなり。むかし物語候」とある。ただし「菱川作之丞」とは菱川師房、または菱川師永の事とされており、その系譜は定かではない。『浮世絵師伝』によれば作に「桜下二美人の図」という肉筆美人画があり、落款は「日本絵菱川師宣孫さん筆十二才書之」、瓢形白文で「菱河」の印ありと記すが、この絵の消息については現在不明である。